# Aliđerce
Aliđerce (srbsky Алиђерце, albánsky Geraj) jsou vesnice v jižní části Srbska, administrativně spadající pod opštinu Preševo. Rozkládají se na východně od dálnice A1, v rovinaté krajině nedaleko údolí řeky Moravice v regionu Preševské doliny. V roce 2020 zde žilo 927 obyvatel.
Z národnostního hlediska je obyvatelstvo většinově albánské národnosti (cca 99 %), počet obyvatel vesnice dlouhodobě rostl a nyní stagnuje. Obyvatelstvo je v průměru mnohem mladší, než je tomu v případě jiných vesnic na území Srbska.
V Aliđercích stojí dvě mešity. Západně od vesnice prochází mimo dálnice i silnice regionálního významu č. 258 ve stejném směru. Na dálnici se nachází u vesnice nájezd (č. 61). Na území vesnice jsou úřední jazyky albánský a srbský.